# Dolichoderus extensispinus
Dolichoderus extensispinus é uma espécie de formiga do gênero Dolichoderus.